# Marchélepot-Misery
Marchélepot-Misery – gmina we Francji, w regionie Hauts-de-France, w departamencie Somma. W 2016 roku liczba ludności wynosiła 611 mieszkańców. 
Gmina została utworzona 1 stycznia 2019 roku z połączenia dwóch ówczesnych gmin: Marchélepot oraz Misery. Siedzibą gminy została miejscowość Marchélepot. 